# Jan Slavík (historik)
Jan Slavík (25. března 1885 Šlapanice (okres Kladno) – 9. května 1978 Praha) byl český historik a archivář, který se zabýval zejména moderními dějinami Ruska a SSSR.

## Život a dílo
Slavík vystudoval historii na Karlově univerzitě u profesorů J. Pekaře a J. Bidla a potom učil na gymnáziích na Kladně a v Praze. V letech 1925-1939 byl ředitelem Ruského zahraničního archivu při Ministerstvu zahraničních věcí, kde soustředil písemnosti ruských emigrantů a vytvořil tak středisko studia nových ruských dějin.
Jako historik zdůrazňoval sociologické stránky a metody, včetně marxistických, a hájil historická stanoviska F. Palackého a T. G. Masaryka, zejména v hodnocení husitství. Vydal například „Nový názor na husitství. Palacký či Pekař“ (1929) a „Husitská revoluce“ (1934). Především se však věnoval ruským dějinám a hlavně oběma ruským revolucím. Vydal například „V předvečer ruské revoluce“ (1926), „Studie k dějinám ruské revoluce“ (1926–28), „Smysl ruské revoluce“ (1927), „Lenin“ (1934), „Leninova vláda 1917–1924“ (1935) a další. Vydání Masarykova „Ruska a Evropy“ doplnil stručným doslovem. Právem píše český publicista M. C. Putna: "Na Masarykovo dílo a názory navazovali mnozí čeští historikové a publicisté; za všechny budiž jmenován Jan Slavík."
Ačkoli před válkou úzce spolupracoval s řadou pozdějších marxistických historiků, po válce se s marxismem rozešel a působil v Národně socialistické straně. Velkoryse začatou práci „Vznik českého národa“ (1946, 1948) už nedokončil, po únoru 1948 nemohl publikovat a jeho dílo patřilo mezi zakázané knihy. Ruský archiv, který vybudoval, byl odvezen do SSSR.